# مارکو گروتنر
مارکو گروتنر (انگلیسی: Marco Grüttner؛ زادهٔ ۱۷ اکتبر ۱۹۸۵) بازیکن فوتبال اهل آلمان است.
از باشگاه‌هایی که در آن بازی کرده‌است می‌توان به باشگاه فوتبال اشتوتگارت و باشگاه فوتبال وی‌اف‌آر آلن اشاره کرد.